# La Première Nuit (roman)
 (janvier 2025).
Si vous disposez d'ouvrages ou d'articles de référence ou si vous connaissez des sites web de qualité traitant du thème abordé ici, merci de compléter l'article en donnant les références utiles à sa vérifiabilité et en les liant à la section « Notes et références ».
La Première Nuit est un roman écrit par Marc Levy paru le 2 décembre 2009 aux éditions Robert Laffont. Il constitue la suite du livre Le Premier Jour publié la même année.

## Résumé
L’archéologue Keira s’est noyée dans un fleuve chinois, mais son amant, l’astrophysicien Adrian, considère que tout espoir de la revoir saine et sauve n’est pas perdu ; en consultant des photos prises lors de son voyage en Chine avec elle, il constate que l’une d’elles montre le visage de Keira couvert d’une cicatrice étrange, à laquelle il n’a pas fait attention. Alors, Adrian prend son courage à deux mains et part en voyage dans l’espoir de la retrouver. Cependant, il ne sait pas qu’il est toujours traqué par une organisation scientifique secrète...